# Donghai SM 750
Die Donghai SM 750 ist ein Motorrad mit Beiwagen der chinesischen Marke Shanghai Motorcycle Factory.

## Geschichte
Die Bezeichnung SM 750 A setzt sich vermutlich aus den beiden Buchstaben S für Shanghai und M für Motorcycle, die Zahl 750 steht für den Hubraum des Motors.
Das Motorrad wurde überwiegend für den chinesischen Markt gebaut. Es ist sehr robust und wartungsfreundlich gebaut.
In einem Originalprospekt wird die Adresse mit Wusong District, Shanghai, angegeben. Ob dies nur der Vertrieb oder auch die Produktionsstätte war, ist nicht bekannt.
Auf der chinesischen Internetseite sind einige interessante Bilder vorhanden. Dort wird die Donghai im militärischen Einsatz abgebildet. Auch eine kleine Historie ist dort hinterlegt:
- 1966 erfolgte die Beauftragung zum Bau eines stärkeren Motorrades zum Einsatz in der regionalen Armee.
- 1968 wurde ein erster Prototyp fertiggestellt.
- Bis 1971 wurden ca. 6000 bis 7000 Einheiten produziert, überwiegend für Verbündete (Vietnam, Albanien), wenige wurden nach China direkt geliefert
- 1984 genehmigt der Gouverneur von Shanghai den Zusammenschluss der chinesischen "Shanghai Yichu Motorcycle Co., Ltd" mit der thailändischen "Chia Tai Group" zur "Shanghai Motorcycle Factory".
- 1985 wurde die Produktion eingestellt. Bis dahin wurden ca. 20.000 Einheiten fertiggestellt
- 1986 wurde die Ersatzteilproduktion eingestellt.
- 1992 wurden die Werkzeuge und Gussformen zerstört.

Aufgearbeitete Ersatzteile für den chinesischen Markt werden auf der oben erwähnten Webseite angeboten.

## Technik
Der Motor der Donghai ist ein Nachbau der englischen Triumph, wobei auch andere Motorradhersteller sogenannte Paralleltwin-Motoren gebaut haben.
Die Leistung wird unterschiedlich angegeben, 19 kW/26 PS in der deutschen Zulassungsbescheinigung, 33 HP (Horse Power) in den chinesischen Prospekten. Hier steht aber bereits als Zusatz (15 minutes), was Auswirkungen auf die Höchstgeschwindigkeit hat.
Im Prospekt wird keine Höchstgeschwindigkeit angegeben. Kurzfristig sind 120 km/h möglich, wobei der Motor dies nicht auf längere Zeit verträgt.
Der Verbrauch liegt je nach Fahrweise und Zuladung bei etwa 6–8 l Normalbenzin 93 ROZ auf 100 km bei einem Tankvolumen von 25 l (davon 2,5 l Reserve).
Das klauengeschaltete Vierganggetriebe hat seinen Leerlauf ganz unten, sodass die Schaltfolge 0-1-2-3-4 und nicht wie bei den meisten Motorrädern üblich, 1-0-2-3-4 ist.
Die Technik ist insgesamt sehr einfach gehalten, sodass jederzeit mit dem Bordwerkzeug und ohne Spezialwerkzeuge alle wichtigen Reparatur- und Wartungsarbeiten bis zum Ausbau des Motors damit durchgeführt werden können. Der Kettenantrieb ist in einen geschlossenen Kettenkasten, was bei schlechten Straßen (Staub, Nässe) von großem Vorteil ist.
Auch die Trommelbremsen sind für heutige Verhältnisse sehr schlecht. Die Bremsgriffe sind wohl von chinesischen Fahrrädern übernommen worden. So wird z. B. in der chinesischen Anleitung der Bremsweg mit 20 m (aus 50 km/h) und mit 9 m (aus 30 km/h) angegeben.
Das Motoröl befindet sich seitlich in einem separaten Öltank mit einem Fassungsvermögen von 3,5 Litern. Der Motor hat keinen Ölfilter. Das Getriebe hat einen eigenen Ölvorrat von 3 Litern.
Die Bordelektrik hat eine Betriebsspannung von 12 Volt. Es gibt einen elektrischen Anlasser und einen Kickstarter. Der Rundschieber-Vergaser versorgt beide Zylinder, ist sehr einfach aufgebaut und kann praktisch ohne Werkzeug zerlegt werden. Der Hebel für die Betätigung des Chokes sitzt direkt am Vergaser.
Ein großes Problem stellt die direkt auf der Kurbelwelle montierte Drehstromlichtmaschine dar, weshalb diese von den meisten Donghai-Besitzern modifiziert wurde. Eine spezielle Lösung ist auf dem Bild zu sehen; hier wurde eine Lichtmaschine aus einem Citroën 2 CV umgebaut.
Weitere Technische Daten:
- Bereifung alle vier Räder (ein Ersatzrad auf Beiwagen montiert): 4.00 S-17
- Fahrwerk: Stahlrohr-Doppelschleifenrahmen
- vorne Teleskopgabel mit hydraulischer Dämpfung / hinten Schwinge mit 2 Federbeinen
- Gewicht (fahrbereit): 400 kg, Zuladung: 300 kg

Weitere technische Daten sowie Wartungspläne und Ersatzteillisten werden auf der privaten Donghai-Seite bereitgestellt.

## Donghai in Deutschland
1982 wurden die ersten Gespanne durch die in Rüsselsheim ansässige Firma Donghai China-Fahrzeugvertriebs-GmbH importiert. Dort gab es anfänglich auch jährliche Treffen der Donghai-Fahrer.
Der Preis lag bei 6490,00 DM inklusive 11 % Umsatzsteuer, was heute ca. 7.400 Euro entspricht.
Ab 1984 wurden die Motorräder auch durch die in Hamburg ansässige Firma Detlef Louis für 9000 DM vertrieben.
Vermutlich wurden in Deutschland nur ca. 60 Stück zugelassen. Einen Markt für gebrauchte Donghai-Motorräder oder Ersatzteile gibt es praktisch nicht.
Andere Gespanne in Deutschland, die ein ähnliches Exotendasein fristen, sind z. B. die chinesischen Chang-Jiang-Gespanne und die ukrainischen Dnepr-Gespanne.

## Galerie
Nachfolgende einige Bilder von unterschiedlichen Ausführungen. Die chinesischen Modelle mit dem typischen Kennzeichenhalter auf dem vorderen Schutzblech. Es gab auch unterschiedliche Tanklackierungen.

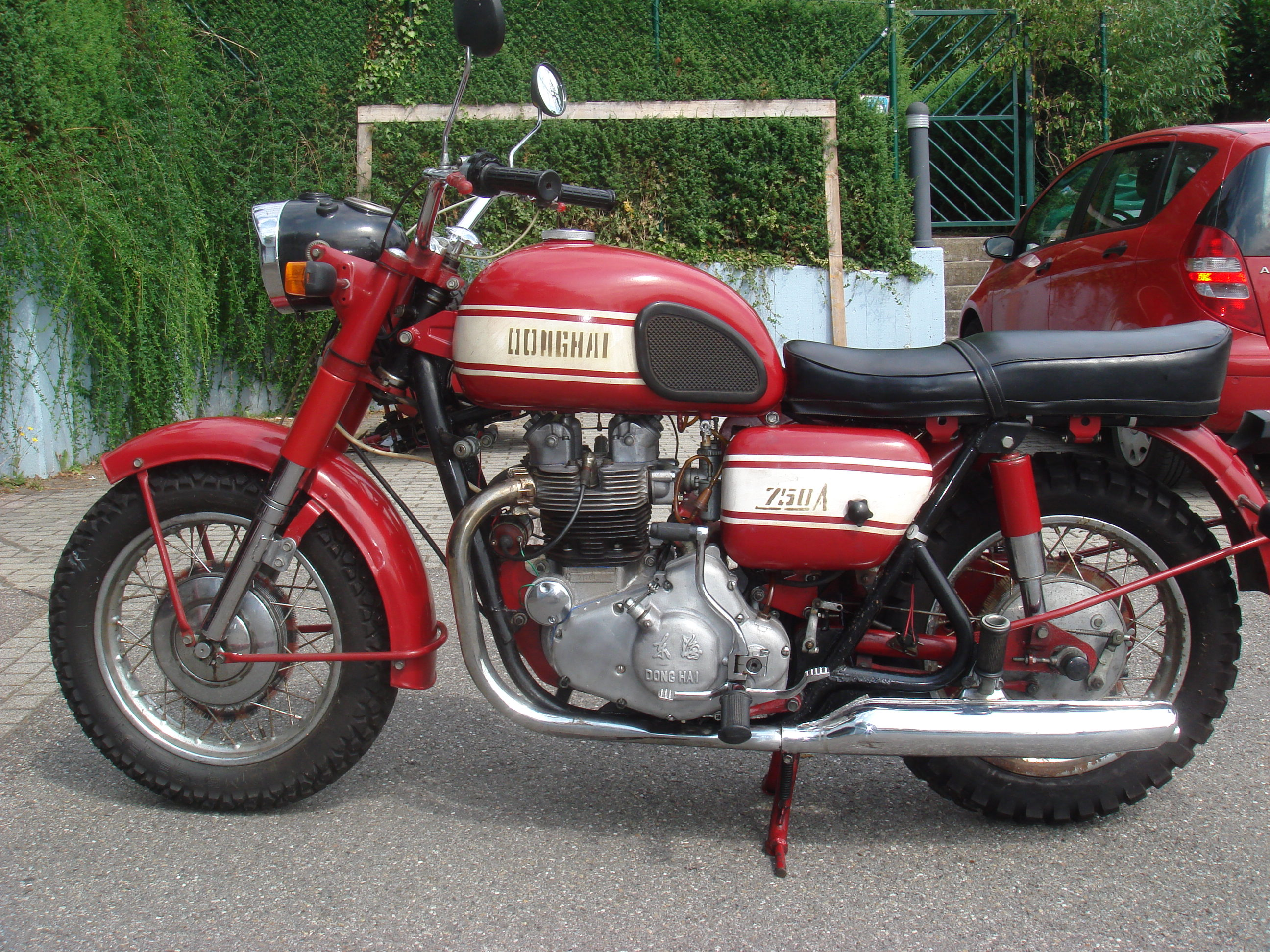
SM 750 Solo rot linke Seite
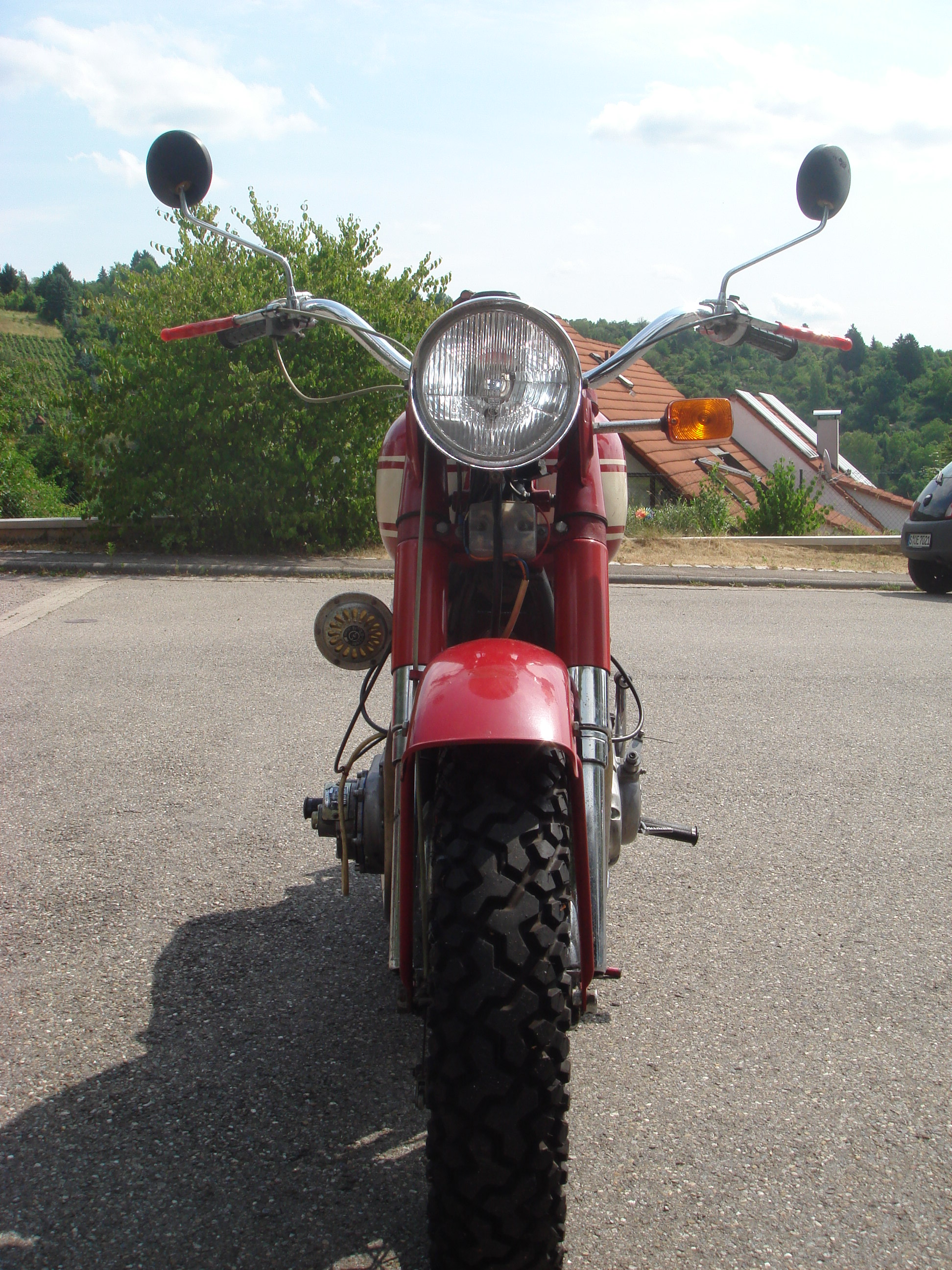
SM 750 Solo rot vorne
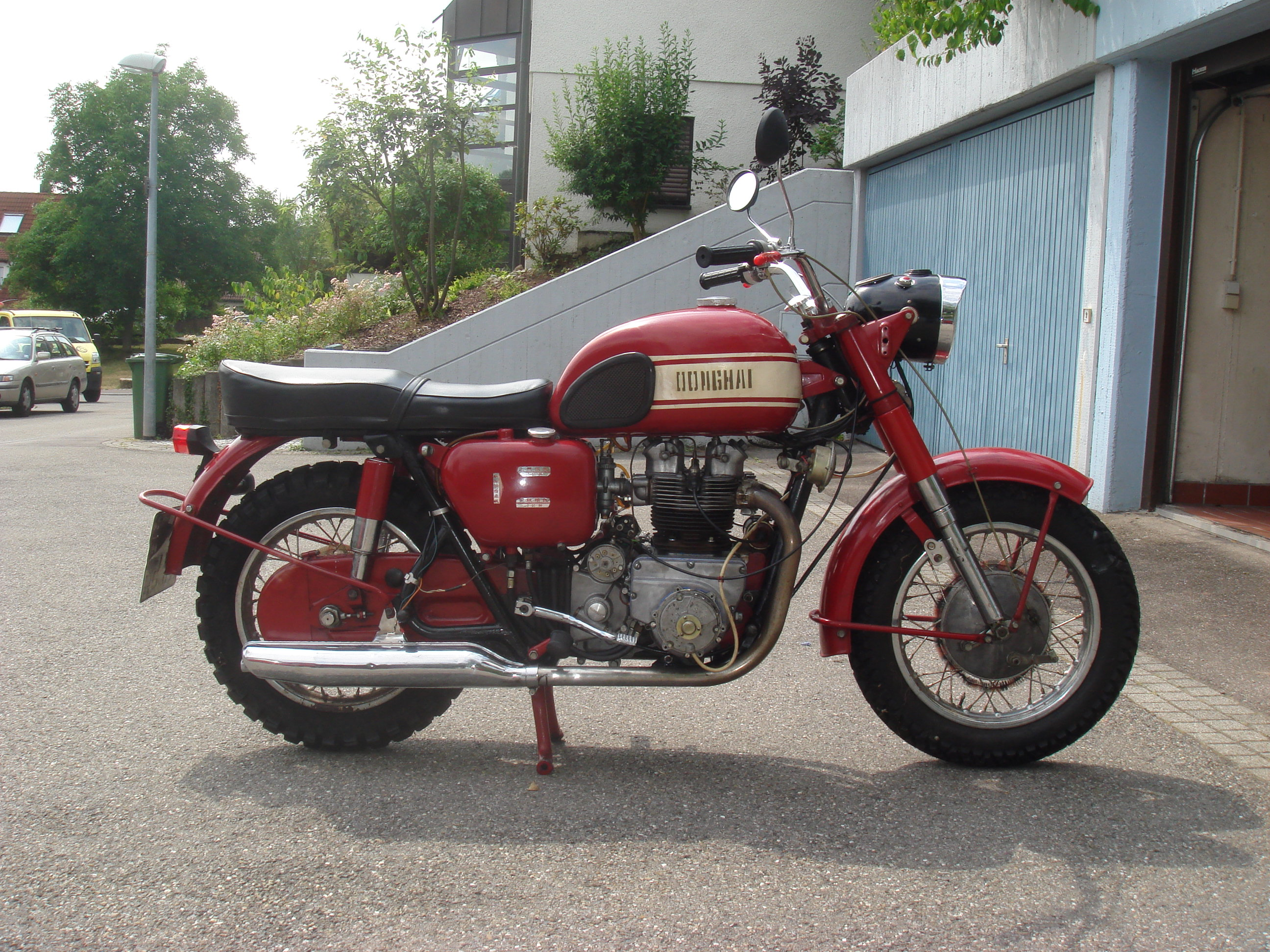
SM 750 Solo rot rechte Seite
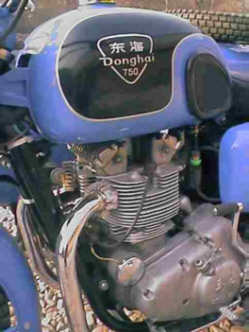
Türkis-violett (?), großer Tank
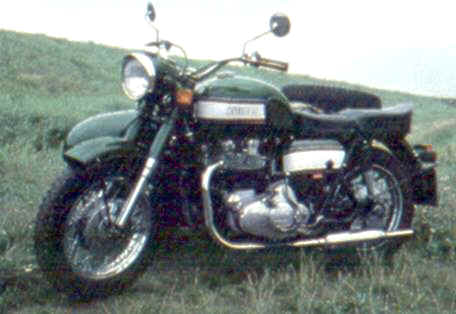
SM 750 mit Beiwagen grün vorne
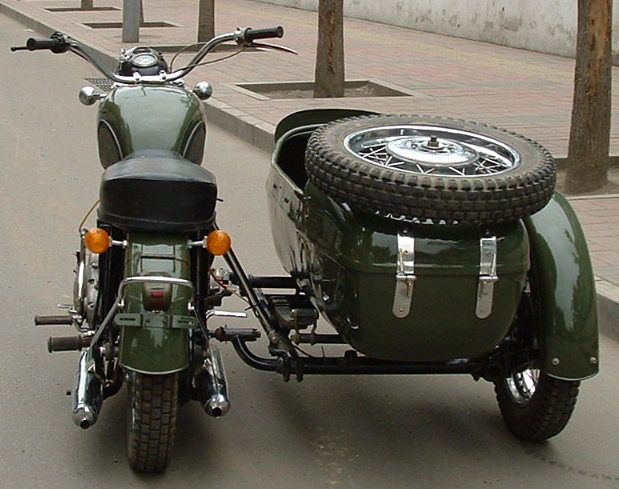
SM 750 mit Beiwagen grün hinten
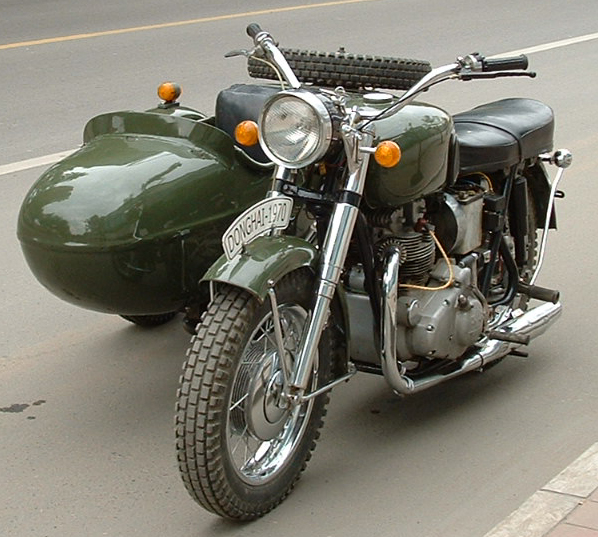
SM 750 mit Beiwagen grün vorne
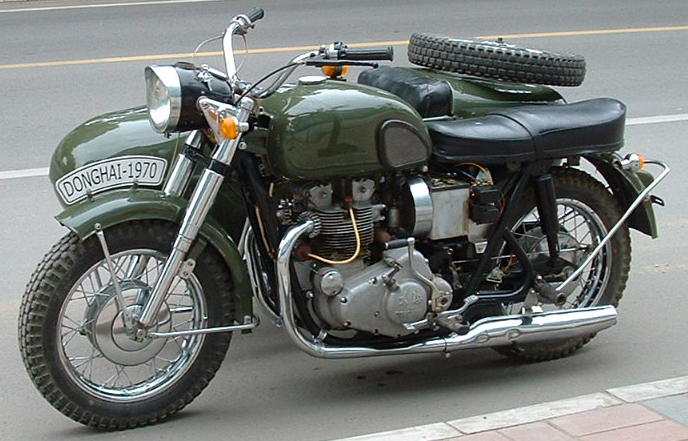
SM 750 mit Beiwagen grün Seite
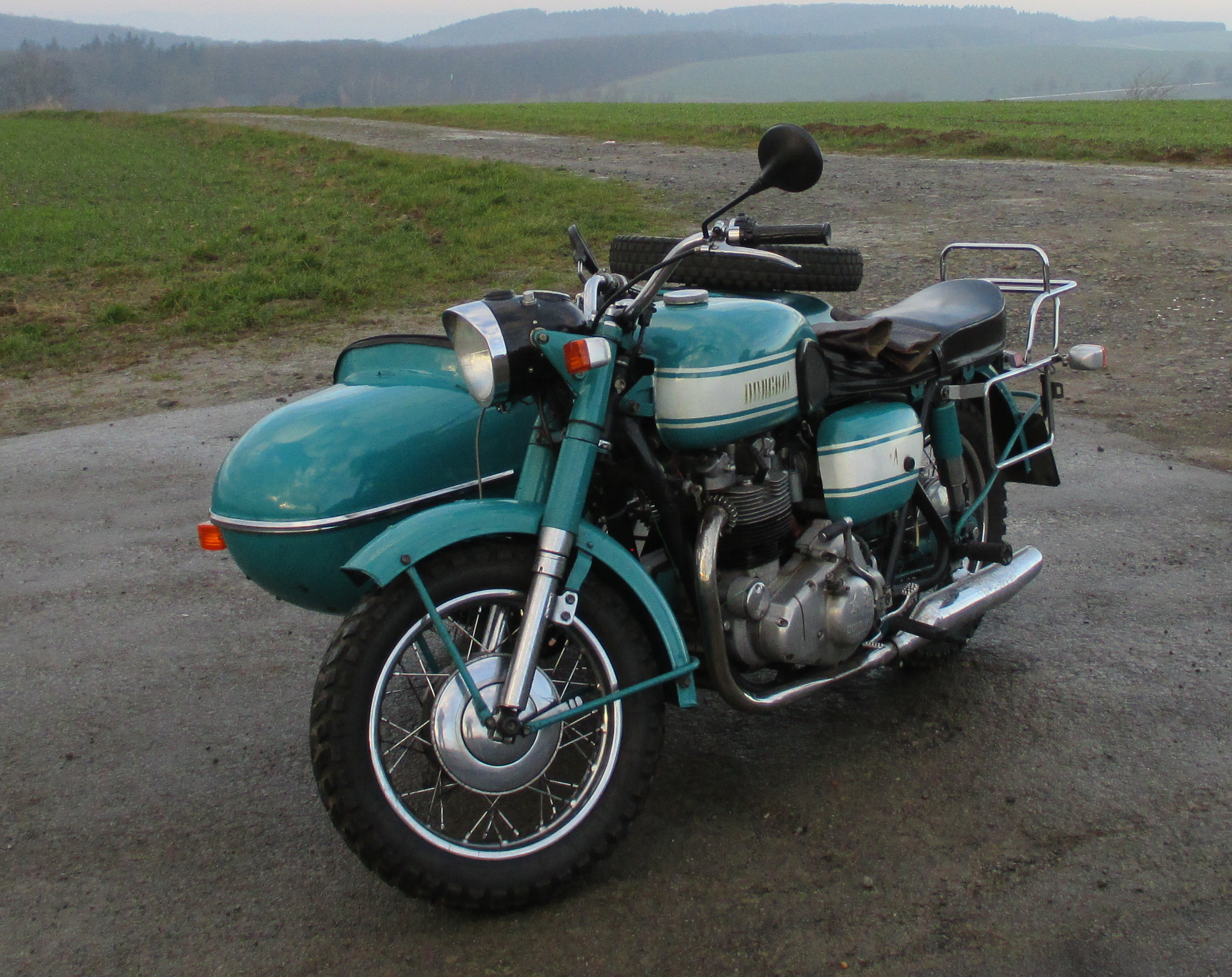
Donghai SM 750 in seltenem Türkis